# Ferrovia Gioia Tauro-Palmi-Sinopoli
La ferrovia Gioia Tauro-Palmi-Sinopoli è una linea a scartamento ridotto della Calabria, gestita dalle Ferrovie della Calabria il cui esercizio ferroviario viaggiatori, dal 1º febbraio 2011 è stato sospeso fino nuovo avviso e sostituito da autoservizio sostitutivo.

## Storia

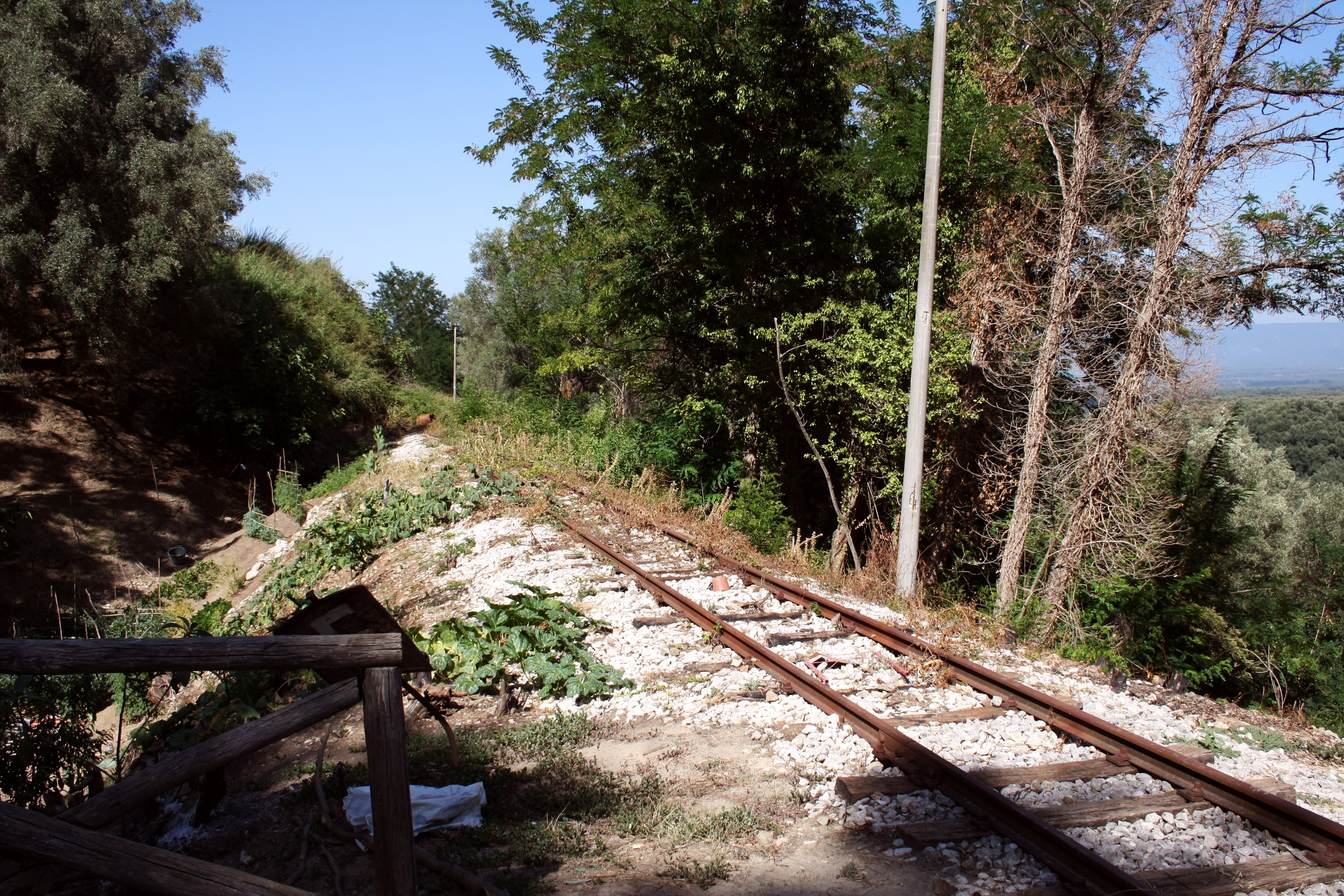
Tratto della ferrovia nei pressi della grotta di Sant'Elia lo Speleota nel comune di Melicuccà

La scelta di realizzare questa tratta ferroviaria fu decisa il 26 gennaio 1911 dal governo italiano, con decreto n. 135, che stabiliva la costruzione della linea a scartamento ridotto e faceva parte in realtà di un piano più ampio, non interamente realizzato, di rete trasversale reggina progettato dalla Mediterranea Calabro Lucane e comprendente l'altra linea per Cinquefrondi, ambedue dette Taurensi, facenti capo alla stazione FCL di Gioia Tauro e la ferrovia Gioiosa Jonica-Mammola. La scelta del governo fu dettata dall'invito che fecero, all'esecutivo, i deputati del territorio, i consiglieri provinciali ed i sindaci del circondario di Palmi, che si erano riuniti a Palmi il 7 gennaio 1908 per discutere sul progetto della ferrovia Gioia Tauro-Gioiosa Jonica.
I lavori, iniziati nella seconda metà degli anni dieci, portarono all'inaugurazione della linea il 21 aprile del 1928 sotto la gestione della MCL (Mediterranea Calabro Lucane), dopo di che si arrestarono del tutto. 
Fino al secondo dopoguerra la ferrovia ebbe un consistente volume di traffico sia viaggiatori che merci tuttavia a partire dagli anni cinquanta cominciò a farsi sentire il peso dell'obsolescenza delle infrastrutture e dei rotabili.
In seguito all'acceso dibattito parlamentare seguito al grave disastro del 1961, in cui vennero accertate le gravi carenze delle infrastrutture calabro-lucane, il Governo, con la legge 1855 del 23 dicembre 1963 revocò la concessione alla Mediterranea, istituendo la Gestione commissariale governativa delle Ferrovie Calabro Lucane. Dal 1991, in seguito allo scorporo della rete calabra da quella lucana, la linea è gestita dalle Ferrovie della Calabria divenute Ferrovie della Calabria S.r.l. dal 1º gennaio 2001.
Nel 1994 la linea venne limitata a Palmi e nel 2011 anche l'ultimo tronco rimasto venne sospeso a causa di una frana.

## Caratteristiche
|  |  |  | Continuation backward |

|  |  | Unknown route-map component "exKBHFa" | Station on track |

|  |  | Unknown route-map component "exSHI2gl" | Unknown route-map component "eSHI2gr" |

|  |  | Unknown route-map component "STRc2" + Unknown route-map component "exENDEe~L" + Unknown route-map component "exSTR" | Unknown route-map component "exENDEe~R" + Unknown route-map component "STR3" |

|  | Unknown route-map component "STRc2" | Unknown route-map component "xKRZ3+1u" | Unknown route-map component "STRc4" |

|  | Unknown route-map component "STR+1" | Unknown route-map component "STRc4" + Unknown route-map component "exABZgl" | Unknown route-map component "exCONTfq" |

|  | Unknown route-map component "hKRZWae" | Unknown route-map component "exhKRZWae" |  |

| Unknown route-map component "STRc2" | Unknown route-map component "STR3" | Unknown route-map component "exSTR" |  |

| Unknown route-map component "eBHF+1" | Unknown route-map component "STRc4" | Unknown route-map component "exHST" |  |

| Straight track | Unknown route-map component "tRA+l" | Unknown route-map component "tRAq" + Unknown route-map component "exSTR" |  |

| Straight track | Unknown route-map component "tRAl" | Unknown route-map component "tRAq" + Unknown route-map component "exSTR" | Unknown route-map component "LRA+r" |

| Station on track |  | Unknown route-map component "exBHF" | Unknown route-map component "LRA" |

| Unknown route-map component "d" | Unknown route-map component "CONT3+g" |  | Unknown route-map component "exENDE" | Unknown route-map component "LRA" | Unknown route-map component "d" |

|  |  | Unknown route-map component "exSKRZ-Au" | Unknown route-map component "LRAr" |

|  | Unknown route-map component "exBHF" |

|  | Unknown route-map component "exTUNNEL1" |

|  | Unknown route-map component "exBRK3" |

|  | Unknown route-map component "exBRK3" |

|  | Unknown route-map component "exHST" |

|  | Unknown route-map component "exBHF" |

|  | Unknown route-map component "exBRK3" |

|  | Unknown route-map component "exBRK3" |

|  | Unknown route-map component "exHST" |

|  | Unknown route-map component "exTUNNEL1" |

|  | Unknown route-map component "exhKRZWae" |

|  | Unknown route-map component "exBHF" |

|  | Unknown route-map component "exBRK3" |

|  | Unknown route-map component "exTUNNEL1" |

|  | Unknown route-map component "exKBHFe" |

### Percorso
La linea per Palmi e Sinopoli ha origine dalla stazione di Gioia Tauro FCL costruita di fianco, a sud-ovest, della Stazione di Gioia Tauro delle Ferrovie dello Stato. Annessi alla detta stazione sono gli impianti di Deposito locomotive e le Officine Ferroviarie. La linea è già dall'inizio indipendente e parallela a quella per Cinquefrondi distaccandosene dopo alcune centinaia di metri e attraversando l'ardito viadotto sul Petrace parallelo a quello della Ferrovia Tirrenica Meridionale; poi piega verso l'interno e prende a salire raggiungendo Palmi. Le salite si fanno più consistenti dopo Seminara. In atto (giugno 2011) l'esercizio viaggiatori è sostituito da autoservizio della stessa società.

## Materiale rotabile
Il primo tronco attivato, da Gioia Tauro a Seminara, venne esercito inizialmente con trazione a vapore affidata alle locomotive Gr. 001 di costruzione Breda al traino di carrozze Carminati & Toselli.
I primi mezzi a trazione Diesel fanno la comparsa dalla metà degli anni trenta: si tratta di automotrici unidirezionali a 2 assi note come "Emmine". 
Negli anni '50, per migliorare il servizio, quattro vecchie carrozze Carminati & Toselli furono trasformate in altrettante automotrici M2.75.
Un salto di livello qualitativo si ebbe con l'entrata in servizio nei primi anni settanta delle nuove automotrici M2.200, le cui prime unità arrivarono nel 1973 ma ciò non valse a diminuire il calo del traffico viaggiatori e la quasi scomparsa di quello merci soprattutto nella tratta estrema fino a Sinopoli. Qualche anno dopo entrarono in servizio le nuove locomotive diesel LM4 che decretarono l'accantonamento definitivo delle locomotive a vapore.